# Wahlenbergia ecklonii
Wahlenbergia ecklonii là loài thực vật có hoa trong họ Hoa chuông. Loài này được H.Buek miêu tả khoa học đầu tiên năm 1837.